# Бондорфф, Фридрих
Фридрих Бондорфф (нем. Friedrich Bohndorff; 16 августа 1848, Плау-ам-Зе — после 1894) — немецкий исследователь Африки и орнитолог.

## Жизнь
Бондорфф заканчивает первоначально обучение на ювелира, однако, уже в 1871 году он отправляется в поездку через Швейцарию, Савойю и Италию в Тунис, а оттуда через Мальту в Египет. Он остаётся на 4 года в Каире и учится там арабскому языку.
В 1876-79 годах следует собственная 4-летняя экспедиция в Судан и в Центральную Африку. На обратном пути во время нападения ему пришлось оставить свои ценные коллекции и записи.
В 1880-87 годах он сопровождает экспедицию немецко-русского исследователя Африки Вильгельма Юнкера. В январе 1880 года они отправляются из Хартума в страны, где живут племена мангбету и занде, чтобы продолжить там исследования Георга Швейнфурта. Были исследованы истоки рек Уэле и Арувими. Заболев, Бондорффу пришлось вернуться в 1882 году, однако восстание махди преградило ему обратный путь и вынудило его к более чем годовому пребыванию в Бахр-эль-Газаль у народа динка.
С 1887 года Бондорфф состоит на службе губернатора Конго, совместно с Оскаром Ленцем и Оскаром Бауманом он пересекает Африку с запада на восток. Затем он отправляется с доктором Ленцом на 6 месяцев в Вену и Брюссель, затем возвращается в Каир.
В 1889 году Бондорфф стал драгоманом императорских колониальных войск в Африке на службе майора Германа фон Висмана.
В 1892 году он отправляется в Берлин и совершает теперь поездки с лекциями по Германии.
В 1893 и 1895 годах он был гостем на годовом заседании Немецкого общества орнитологов. Его местожительство в это время было в Багамойо. О смерти Бондорффа ничего не известно.

## Открытия
Бондорфф обнаружил и описал в своих поездках несколько видов насекомых и видов (подвидов) птиц, некоторые названы в его честь:
- Anthus leucophrys bohndorffi
- Ploceus cucullatus bohndorffi
- Ploceus abyssinicus bohndorffi
- Phyllanthus atripennis bohndorffi
- Cyanomitra verticalis bohndorffi
- Strix woodfordi bohndorffi
- Syrnium bohndorffi
- Cinnyris bohndorffi reichenowi
- Nectarinia verticalis bohndorffi
- Crateropus bohndorffi

Также один из усачей и один клоп носят его имя:
- Sternotomis bohemani bohndorffi
- Dalsira bohndorffi